# Sarcophaga idmais
Sarcophaga idmais är en tvåvingeart som beskrevs av Seguy 1934. Sarcophaga idmais ingår i släktet Sarcophaga och familjen köttflugor. Inga underarter finns listade i Catalogue of Life.